# منتخب الفلبين لكأس ديفيز
منتخب الفلبين لكأس ديفيز (بالإنجليزية: Philippines Davis Cup team)‏ هو ممثل الفلبين الرسمي في كرة المضرب في كأس ديفيز.